# Ernesto Amorín Larrañaga
Ernesto Amorín Larrañaga (Rocha, 2 de mayo de 1920 - 1 de julio de 2000) fue un abogado y político uruguayo perteneciente al Partido Nacional. 

## Biografía
Estudió en la Universidad de la República, donde obtuvo el título de Doctor en Derecho y Ciencias Sociales, el 23 de diciembre de 1948. Fue además funcionario de Asignaciones Familiares, desempeñando la función de asesor jurídico, cargo que desempeñó hasta su destitución por la dictadura. Profesor de Introducción al Derecho, Derecho Usual e Historia en el Liceo Departamental de Rocha.
Fue militante desde muy joven en el Nacionalismo Independiente, habiendo integrado la lista a la cámara de diputados en el año 1966, como suplente del titular Carlos Julio Pereyra. Fue edil durante varios períodos, presidiendo la Junta Departamental durante 4 años consecutivos (1963-1967).
Fue uno de los fundadores del Movimiento Nacional de Rocha. En las elecciones de 1966 fue elegido diputado por el departamento de Rocha, asumiendo en 1967. Así, comenzaría una carrera que se extendería hasta inicios de los años 1990.
En 1973 fue primer vicepresidente de la Cámara de Diputados; en 1985, cuarto vicepresidente, y en 1988, Presidente de la misma. Entre 1990 y 1995, ocupó una banca de Senador como suplente.

## Familia
Fue hijo de Juan Tomás Amorín Sosa y Leonor Larrañaga.
Casado con Sylvia Astigarraga Bennati, tuvo 4 hijos: Beatriz, Juan José, Ernesto y Alejandro.
Su hermano Julio fue ministro de Trabajo en los primeros meses de la presidencia de Juan María Bordaberry. El hijo de Julio es el político colorado José Amorín Batlle.